# قبارصة يونانيون
القبارصة اليونانيون أو اليونانيون القبارصة (باليونانية: Ελληνοκύπριοι)‏، (بالتركية: Kıbrıs Rumları)‏ هم سكان قبرص من العرق اليوناني، ويشكلون أكبر مجتمع عرقي لغوي في الجزيرة. ووفقًا لتعداد 2011 سجل 659,115 مشاركًا انتمائهم العرقي على أنهم يونانيون، وشكلوا ما يقرب من 99٪ من 667398 مواطنًا قبرصيًا وأكثر من 78٪ من إجمالي 840407 من سكان المنطقة التي تسيطر عليها جمهورية قبرص. لا تشمل هذه الأرقام 29321 مواطنًا يونانيًا مقيمين في قبرص، ولا من العرق اليوناني المسجلين مواطنين في دول أخرى أو سكان شمال قبرص الذي تحتله تركيا.
غالبية القبارصة اليونانيين هم أعضاء في كنيسة قبرص، وهي كنيسة أرثوذكسية يونانية مستقلة التي تنتمي إلى المسيحية الأرثوذكسية. فيما يتعلق بدستور قبرص لسنة 1960، فإن المصطلح يشمل أيضًا الموارنة والأرمن والكاثوليك التابعين إلى الكنيسة اللاتينية («اللاتين»)، الذين مُنحوا خيار الاندماج في الجاليات اليونانية أو التركية وصوتوا للانضمام إلى المجتمع الأول بسبب الدين المشترك.

## التاريخ

### عصور ما قبل التاريخ والعصور القديمة
كانت قبرص جزءًا من يونان الموكيانية مع الإنتاج المحلي للمزهريات الموكيانية التي يعود تاريخها إلى أواخر الهلادية الثالثة (1400-1050 ق.م). نستنتج من كمية الفخار أن هناك العديد من المستوطنين الموكيانيين وليس المستوطنات في الجزيرة. وتظهر الأدلة الأثرية أن الاستيطان اليوناني بدأ بشكل غير ممنهج حوالي 1400 ق.م، ثم استقروا (ربما بسبب الغزاة الدوريين على البر الرئيسي) في مستوطنات محددة حوالي 1200 ق.م. ويشير الارتباط الوثيق بين اللهجة الأركادية واللهجة البمفيلية وبين قبرص إلى أن الهجرة جاءت من آخايا. ربما كانت قبيلة أخيون من السكان الأصليين لبيلوبونيز وبامفيليا وقبرص، وقد عاشوا في قبرص قبل الغزو الدوري وليسوا مجموعة من المهاجرين اللاحقين؛ والسبب افتقار اللهجة الأركادية القبرصية إلى كلمات دورية. استقر الأخيون بين السكان القدامى وأسسوا سلاميس. ويعود تاريخ ملحمة سبريا إلى القرن السابع قبل الميلاد حيث نشأت في قبرص.

### العصور الوسطى
كون العصر البيزنطي بقوة ثقافة القبارصة اليونانيين. إن الإرث المسيحي الأرثوذكسي اليوناني الذي مُنح للقبارصة اليونانيين في تلك الفترة قد استمر خلال القرون التالية من الهيمنة الأجنبية. ولم تكن قبرص أبدًا الهدف النهائي لأي طموح خارجي، إلا أنها تقع بسهولة لأي قوة تهيمن على شرق البحر الأبيض المتوسط، لذا فتدمير حضارتها لم يكن أبدًا هدفًا أو ضرورة عسكرية.
ومع ذلك فقد عانى القبارصة من الحكم القمعي للوزينيان، ثم الفينيسيين بداية من عقد 1190 حتى 1570. وكان الملك إيمري الذي خلف شقيقه غي دي لوزينيان سنة 1194 غير متسامح مع الكنيسة الأرثوذكسية. فاستولى على أراضي القبارصة اليونانيين لصالح الكنائس اللاتينية بعد إنشائها في المدن الرئيسية بالجزيرة. بالإضافة إلى ذلك كان تحصيل الضرائب أيضًا جزءًا من الموقف القمعي الشديد للمحتلين تجاه سكان الجزيرة المحليين، حيث كانت تدار من الكنائس اللاتينية نفسها.

### الحقبة الحديثة المبكرة

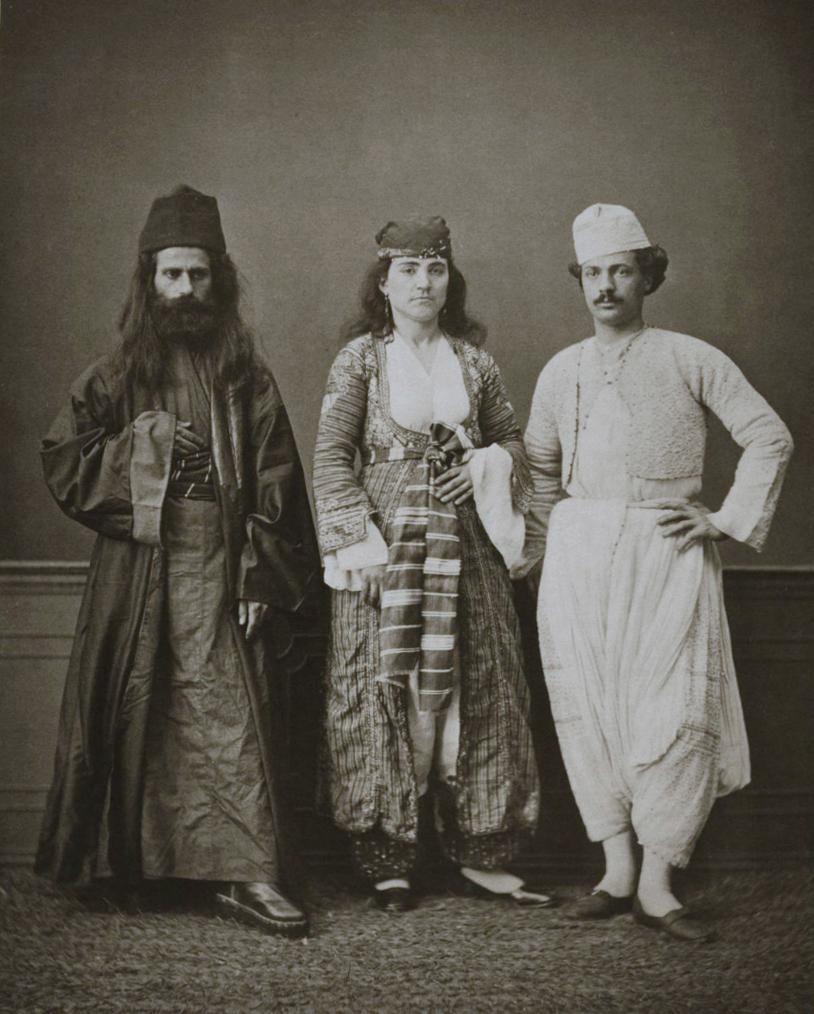
من اليسار إلى اليمين: الأزياء التقليدية لراهب يوناني من دير كيكوس، ومسيحيين مقيمين من فاماغوستا.

حل الغزو العثماني لقبرص سنة 1571 محل حكم البنادقة. على الرغم من الاضطهاد المتأصل للقهر الأجنبي، كان لفترة الحكم العثماني (1570-1878) تأثير محدود على ثقافة القبارصة اليونانيين. كان العثمانيون يميلون إلى إدارة إمبراطوريتهم متعددة الثقافات بمساعدة مجتمعاتهم الدينية. سمح نظام الملة للمجتمع القبرصي اليوناني من البقاء، حيث يديرها رئيس أساقفة كنيسة قبرص نيابة عن الأستانة. فتمكن القبارصة اليونانيون الآن من السيطرة على الأرض التي كانوا يعملون عليها لقرون. وبالرغم من التسامح الديني كان الحكم العثماني قاسيًا وغير فعال بشكل عام. كان البطريرك الذي يخدم السلطان العثماني بمثابة زعيم العرقية اليونانية، واكتسب سلطات علمانية نتيجة الخلل التدريجي للحكم العثماني، على سبيل المثال في الفصل في العدالة وفي تحصيل الضرائب. عانى القبارصة الأتراك إلى جانب جيرانهم من القبارصة اليونانيين، وتحملت المجموعتان معًا قرونًا من الحكم القمعي من القسطنطينية. وتحولت أقلية من القبارصة اليونانيين إلى الإسلام خلال تلك الفترة، ويشير إليهم المؤرخون أحيانًا باسم المسلمون الجدد.

### التاريخ الحديث
من الناحية السياسية أصبح مفهوم إنوسيس -الانضمام إلى الوطن الأم اليونان- مهمًا للقبارصة اليونانيين المتعلمين بعد إعلان اليونان استقلالها عن الدولة العثمانية في 1821. وتشكلت تدريجياً حركة لإدراك أنوسيس، حيث لعبت كنيسة قبرص دورها، وهو دور مهيمن في النزاع القبرصي.
خلال فترة الحكم الاستعماري البريطاني (1878-1960) تم إنشاء إدارة استعمارية فعالة، ولكن الحكومة والتعليم كانا يداران على أسس عرقية، مما أبرز الاختلافات. على سبيل المثال تم تنظيم نظام التعليم بمجلسين تعليميين: أحدهما يوناني والآخر تركي تحت سيطرة أثينا وأنقرة على التوالي. أكدت النظم التعليمية اليونانية التركية الناتجة على الاختلافات اللغوية والدينية والثقافية والعرقية وقللوا من أهمية الروابط التقليدية بين المجتمعين القبرصيين. وتم تشجيع المجموعتين على النظر إلى نفسيهما على أنهما امتدادات للوطن الأم لكل منهما، مما أدى إلى تطوير قوميتين متميزتين مع ولاءات معادية.
تم تعزيز أهمية الدين داخل المجتمع القبرصي اليوناني عندما تم انتخاب رئيس أساقفة كنيسة قبرص مكاريوس الثالث أول رئيس لجمهورية قبرص في 1960. وعلى مدى العقد ونصف العقد التاليين كانت إنوسيس قضية رئيسية بالنسبة القبارصة اليونانيون، وسبب رئيسي للأحداث التي أدت إلى انقلاب 1974، مما دفع تركيا إلى الغزو والاحتلال للجزء الشمالي من الجزيرة. لا تزال قبرص مقسمة إلى اليوم، مع انفصال الطائفتين بشكل شبه كامل. كثير ممن فقدوا منازلهم وأراضيهم وممتلكاتهم أثناء الغزو التركي، هاجروا بشكل أساسي إلى المملكة المتحدة والولايات المتحدة الأمريكية وأستراليا وجنوب إفريقيا وأوروبا، مع أن معظمهم غادر قبرص قبل 1974. يوجد اليوم ما يقدر حوالي 335000 مهاجر قبرصي يوناني يعيشون في بريطانيا، ويقطن حاليًا غالبيتهم في إنجلترا؛ ويوجد حوالي 3000 في ويلز و 1000 في اسكتلندا. وفي بداية التسعينيات تمتع المجتمع القبرصي اليوناني بمستوى معيشة مرتفع. أدى التحديث الاقتصادي إلى خلق مجتمع أكثر مرونة وانفتاحًا. وانضمت جمهورية قبرص إلى الاتحاد الأوروبي في 2004 ممثلة رسميًا للجزيرة بأكملها، لكنها معلقة في الوقت الحالي في شمال قبرص الذي تحتله تركيا.

## السكان

التوزيع العرقي في 1973. الذهبي يدل على أرض القبارصة اليونانيين، والأرجواني يدل على الجيوب القبرصية التركية، والأحمر يدل على القواعد البريطانية.

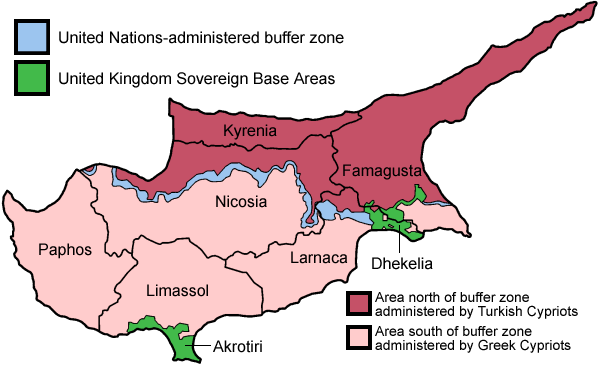
المناطق الوردية يديرها القبارصة اليونانيون. والأرجواني يديرها القبارصة الأتراك

بلغ عدد القبارصة اليونانيين في قبرص 659115 وفقًا لتعداد 2011. ويوجد مجتمع بارز من القبارصة والأشخاص المنحدرين من أصل قبرصي في اليونان. ففي أثينا وصل عدد الطائفة القبرصية اليونانية إلى حوالي 55000 شخص. هناك أيضا عدد كبير من القبارصة اليونانيين في الشتات ولا سيما في المملكة المتحدة.

## ثقافة

### المطبخ
اشتهر المطبخ القبرصي كما هو الحال مع المطابخ اليونانية الأخرى بالتوابل والأعشاب التي أصبحت شائعة نتيجة العلاقات التجارية الواسعة داخل الدولة العثمانية. جاءت أسماء العديد من الأطباق لتعكس مصادر المكونات من العديد من البلدان. تنتشر المقاهي في جميع أنحاء الجزيرة في جميع المدن الرئيسية والقرى التي لا تعد ولا تحصى.

### لغة
اللغة اليومية للقبارصة اليونانيين هي اللغة اليونانية القبرصية، وهي إحدى لهجات اليونانية الحديثة. تشترك في خصائص معينة مع أنواع مختلفة من جزيرة كريت ودوديكانيز وخيوس، وكذلك الموجودة في آسيا الصغرى.
يتعلم القبارصة اليونانيون عمومًا اللغة اليونانية الحديثة الشائعة، على الرغم من أنهم يميلون إلى التحدث بها بلهجة والحفاظ على بعض قواعد اللغة اليونانية القبرصية.

## الدراسات الجينية
وجدت دراسة أجريت في 2017 أن القبارصة ينتمون لمجال وراثي واسع ومتجانس، ومعهم سكان جزر بحر ايجه (مثل كريت)، وصقلية وجنوب إيطاليا (ومنها الأقليات الناطقة باليونانية [الإنجليزية] في بوليا وكالابريا). في حين يتمايز قليلاً الجزء القاري من اليونان مثل بيلوبونيز، من خلال التداخل مع السكان الآخرين في جنوب البلقان في ألبانيا وكوسوفو. وتطلق الدراسة على هذا المجال الجيني المتميز، السلسلة الجينية المتوسطية.
وجدت دراسة أجريت في 2017 أن سلالة الأب لكل من القبارصة اليونانيين والقبارصة الأتراك تنبع أساسًا من تجمع جيني محلي واحد قبل العهد العثماني. يبلغ معدل تكرار الأنماط الفردانية المشتركة بين القبارصة اليونانيين والأتراك 7-8٪ ، مع إظهار التحليل أنه لم يتم العثور على أي منها في تركيا، وبالتالي لا يدعم الأصل التركي لتلك الأنماط المشتركة للفردانية. لم يلاحظ أي أنماط الفردانية المشتركة بين القبارصة اليونانيين والسكان الأتراك في البر الرئيسي، في حين بلغ إجمالي الأنماط الفردية المشتركة بين القبارصة الأتراك وأتراك البر الرئيسي 3 ٪. تظهر كلتا المجموعتين القبرصيتين تقاربًا وراثيًا وثيقًا مع كالابريا (جنوب إيطاليا) واللبنانيين. تشير الدراسة إلى أن التقارب الجيني بين كالابريين والقبارصة يمكن تفسيره نتيجة مساهمة وراثية يونانية قديمة مشتركة (آخيون)، بينما يمكن تفسير التقارب اللبناني من خلال العديد من الهجرات التي حدثت من المشرق الساحلي إلى قبرص من العصر الحجري الحديث (بدايات الزراعة) والعصر الحديدي (الفينيقيون) والعصور الوسطى (الموارنة وغيرهم من مستوطنين بلاد الشام في عهد الفرنجة). ومع ذلك لاحظ المؤلفون أن عينات كالابريا المستخدمة في التحليل كانت صغيرة نسبيًا (ن=30 مجموعة بيانات مقارنة، ن=74 YHRD) وبالتالي يجب تفسير هذه النتائج بحذر. علاوة على ذلك تم العثور على كريت يونانيين من أقليات فرعية يونانية هم أقرب إلى القبارصة. فيما يتعلق بالاختلافات الجينية الزوجية الأولى، والتي تشير إلى أصل أبوي مشترك أعمق من الأنماط الفردية المشتركة، يظهر اليونانيون قريبين وراثيًا من القبارصة، وعلى مسافة متساوية من القبارصة اليونانيين والأتراك. لدى كل من القبارصة اليونانيين والأتراك ترددات مماثلة لمجموعاتهم الأبوية الرئيسية، مع وجود خطوط فرعية رئيسية لكلاهما J2a-M410 (23.8٪ و 20.3٪ على التوالي)، E-M78 (12.8٪ و 13.9٪ على التوالي) و G2-P287 (12.5٪ و 13.7٪ على التوالي). أكبر سمة مميزة بين القبارصة اليونانيين واليونانيين في البر الرئيسي هي التكرار المنخفض لمجموعات هابلوغروب I و R1a و R1b بين المجموعات الأولى، في حين أن أكبر ميزة بين القبارصة اليونانيين والشرق الأوسط هي التردد المنخفض جدًا لمجموعة هابلوغروب J1 بين الأولى. كما أن القبارصة اليونانيين يتميزون عن القبارصة الأتراك في بعض الجوانب؛ فالقبارصة الأتراك لديهم 5.6 ٪ من شرق أوراسيا (من المحتمل آسيا الوسطى/الترك) و 2.1 ٪ من شمال إفريقيا في النسب الأبوي، في حين أن القبارصة اليونانيين لديهم 0.6 ٪ من شرق أوراسيا وليس لديهم سلالة أبوية من شمال إفريقيا.
خلصت دراسة لعلم الوراثة الأثري في 2017 إلى أن كلا من اليونانيين المينوسيين والموكيانيين مرتبطان مع بعضهما ارتباطًا وراثيًا، وأن كلاهما مرتبطان ارتباطًا وثيقًا -ولكن ليس متطابقًا- مع سكان اليونان الحديثة. تم تقدير FST بين سكان العصر البرونزي المأخوذ من سكان غرب أوراسيا الحاليين، ووجدوا أن الميسينيين أقل تمايزًا عن سكان اليونان وقبرص وألبانيا وإيطاليا.